# Адрианопольский мирный договор (1829)
Адриано́польский ми́рный догово́р 1829 года — мирный договор между Российской и Османской империями, завершивший русско-турецкую войну 1828—1829 годов.

## История
Подписан 2 (14) сентября 1829 года в Адрианополе со стороны России — Алексеем Фёдоровичем Орловым и главой временной русской администрации в Дунайских княжествах Фёдором Петровичем Паленом, со стороны Турции — главным хранителем финансов Османской империи (бешдефтердар) Мехмед Садык-эфенди и высшим военным судьёй шариатского права Анатолийской армии Абдул Кадыр-беем. Состоял из 16 статей, отдельного акта о преимуществах Молдавского и Валашского княжеств и Объяснительного акта о контрибуции.
Основные условия будущего мира были посланы Россией султану Османской империи одновременно с объявлением войны 14 (26) апреля 1828 года. Они включали:
- признание Лондонской конвенции 1827 года,
- присоединение Анапы и Поти к Российской империи,
- подтверждение автономных прав Сербии, Молдавского и Валашского княжеств,
- ликвидация ряда турецких крепостей на Дунае,
- восстановление прав российской торговой навигации в Черноморских проливах,
- умеренная контрибуция.

10 (22) августа 1829 года султан Махмуд II принял решение немедленно начать переговоры на условиях российской стороны. Россия руководствовалась принципом «Выгоды сохранения Османской империи в Европе превышают его невыгоды» и внесла коррективы в первоначальные мирные условия. Мирные переговоры проходили в два этапа: 30 августа — 3 сентября и 12—14 сентября 1829 года (по новому стилю) и носили непростой характер.
Обе стороны пошли на взаимные уступки: Россия отказалась от предложенной ей турецкой стороной части Молдавии и Валахии и от Карса; Османская империя согласилась предоставить широкую автономию Греции и отказалась от новых попыток добиться проведения международной конференции по греческому вопросу.
3—12 сентября 1829 года состоялся перерыв в переговорах, он был обусловлен доставкой султану материалов переговоров и утверждением им окончательно согласованного проекта договора.

## Условия
Согласно договору:
- Россия возвращала Турции все территории в европейской части, занятые в ходе войны, за исключением устья Дуная с островами;
- К России переходило все восточное побережье Чёрного моря от устья Кубани до пристани святого Николая с крепостями Анапа, Суджук-кале и Поти, а также города Ахалцихе и Ахалкалаки;
- Турция признавала переход к России Картли-Кахетинского царства, Имеретии, Мингрелии, Гурии, а также части Восточной Армении (Эриванского и Нахичеванского ханств), переданных Каджарским государством по Туркманчайскому мирному договору[6][7][8][1];
- Подтверждалось право российских подданных вести свободную торговлю по всей территории Турции, российские подданные на турецкой территории были неподсудны турецким властям;
- Турция также предоставляла право русским и иностранным торговым судам свободно проходить через Босфор и Дарданеллы;
- Турция обязывалась в течение 18 месяцев уплатить России контрибуцию в размере 1,5 млн голландских червонцев;
- Турция подтверждала принятые по Аккерманской конвенции 1826 года обязательства по соблюдению автономии Сербии;
- Отдельным актом обеспечивалась автономия Дунайских княжеств (Молдавии и Валахии) в соответствии с условиями Аккерманской конвенции, а также устанавливался пожизненный срок правления господарей этих княжеств. На время проведения необходимых реформ в Дунайских княжествах оставались русские войска;
- Турция согласилась также с условиями Лондонского договора 1827 года о предоставлении автономии Греции.

## Последствия
В результате подписания двух договоров, Туркманчайского (с Персией) и Адрианопольского (с Турцией), Россия стала ведущей державой в Закавказье, а также на Черном и Каспийском морях.
- Территориальные приобретения России согласно Туркманчайского и Адрианопольского договорам